# 許哲男
許哲男，中華民國（台灣）政治人物，曾以無黨籍身份在台灣省第四選區（雲嘉南南）當選為第一屆第三次增額立法委員。